# 카트마이산

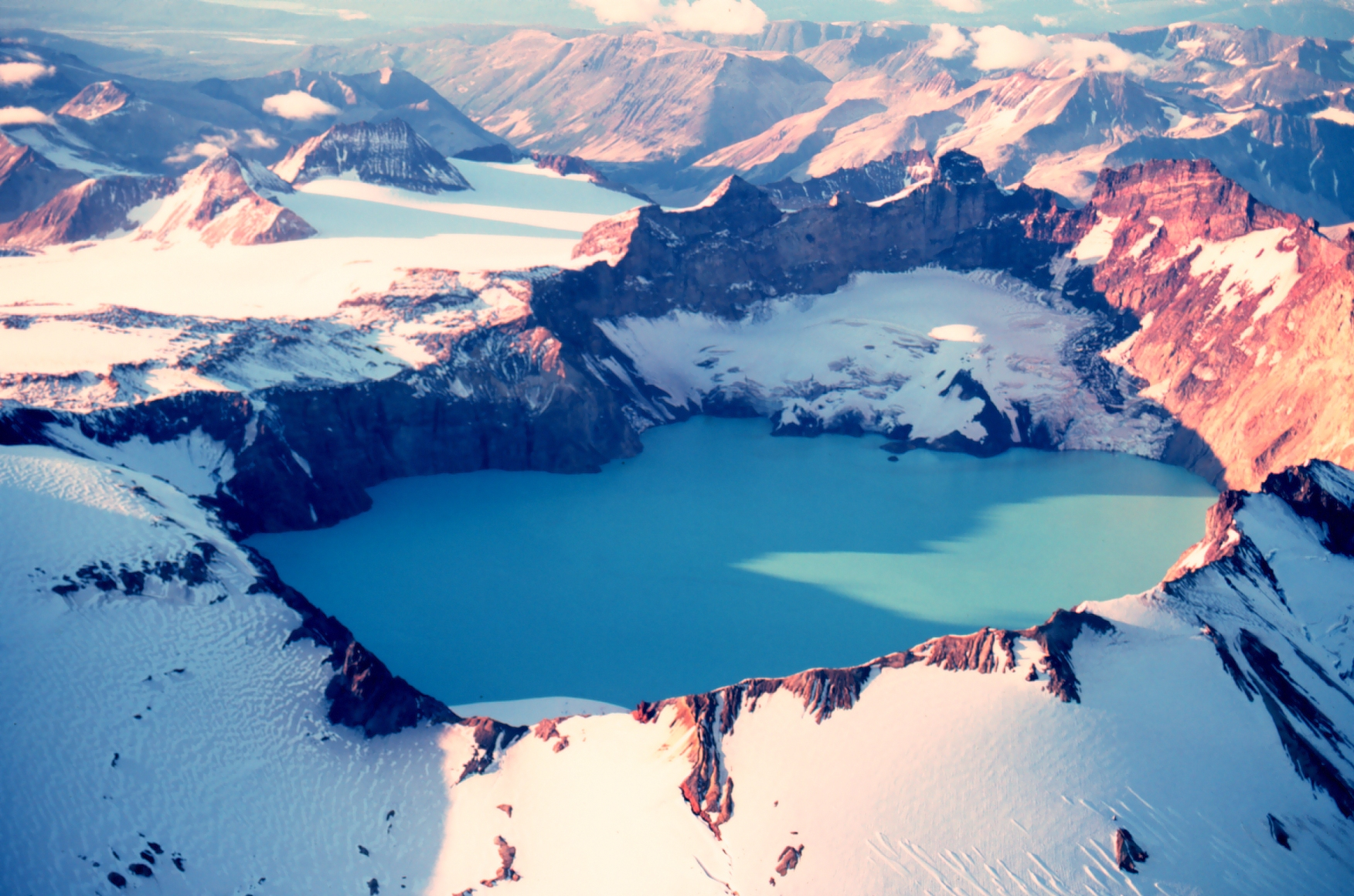
카트마이 산

카트마이산(Mt.Katmai)은 알래스카의 알류산 산맥에 속해 있는 화산으로, 성층화산이며, 활화산이다. 이 산은
1912년에 분화한 기록이 있는데, 20세기에는 가장 큰 화산 폭발이라고 했다. 그 후 산체가 함몰되어 칼데라를 형성시켰는데,
이곳에 또 물이 고여 칼데라 호를 형성시켰다. 지금은 분화 활동을 멈춘 화산이지만, 활화산이기 때문에 진동이 있다.
현재는 카트마이 국립 기념물 지구로 지정되어 있는 화산이다.

## 1912년의 분화
1912년 대폭발하여 산체가 굉음을 내며 함몰되어 칼데라가 생겼다. 그 후, 물이 고여 지금의 모습이 되었고, 근처에 작은 해발 841m의
용암 돔이 생겼는데, 이름을 노바룹타라고 지었다. 노바룹타는 '새로운 폭발'이란 뜻이다.